# 相馬中村神社
相馬中村神社（そうまなかむらじんじゃ）は、福島県相馬市中村に立地する神社。別名は妙見中村神社（みょうけんなかむらじんじゃ）だが、中村神社と省略されることもある。祭神は天之御中主神（妙見菩薩）。相馬野馬追の出陣式はここで行われる。

## 概要
相馬中村神社の起源は、相馬氏の始祖である平将門が承平年間（931年 - 937年）に下総国猿島郡に妙見社を建立したことに始まるといわれる。相馬氏の相馬郡下向に伴い建立された。戦国時代の16世紀後半には、中村城が相馬氏の北の居城となり、相馬盛胤や相馬隆胤などが中村城主となった。
1600年の関ヶ原の戦いの結果として相馬氏は改易されたが、1611年に旧領への復帰を果たして中村藩を立てた。この時、中村藩の初代藩主となった相馬利胤（相馬氏第17代当主）が、1611年に中村城内の南西に相馬氏の守護社である妙見社を建立したのが、現在の相馬中村神社の起源である。
現在の社殿は寛永20年（1643年）に中村藩2代藩主相馬義胤（相馬氏第18代当主）により建立され、国の重要文化財に指定されている。
明治時代に入って廃仏毀釈により本尊の妙見菩薩が廃棄され、相馬中村神社と改称した。
また、中村城本丸跡には、戊辰戦争後の1880年に建立された相馬神社がある。
宮司は初代田代信盛から始まって、代々田代家が世襲して29代を数える。
かつては馬を飼育する厩舎も立地し、中にはバシケーン（2010年中山大障害優勝）やミリオンディスク（2009年カペラステークス優勝）、アーバンストリート（2009年シルクロードステークス優勝）など元競走馬も複数繋養されていたが、2019年頃に厩舎は解体されており、現在は飼育は行っていない。
1928年建立のコンクリート製の大鳥居があったが、2021年2月の福島県沖地震で損傷した。その後、2021年12月にステンレス製の大鳥居（高さ7.4m）が神社に寄進されることになった。さらに翌2022年3月にも再び福島県沖地震が発生、石灯篭が壊れたり橋が崩落したりした。

## 文化財
重要文化財
- 本殿・幣殿・拝殿（1棟）
  - 附 宮殿（くうでん）1基

## 画像

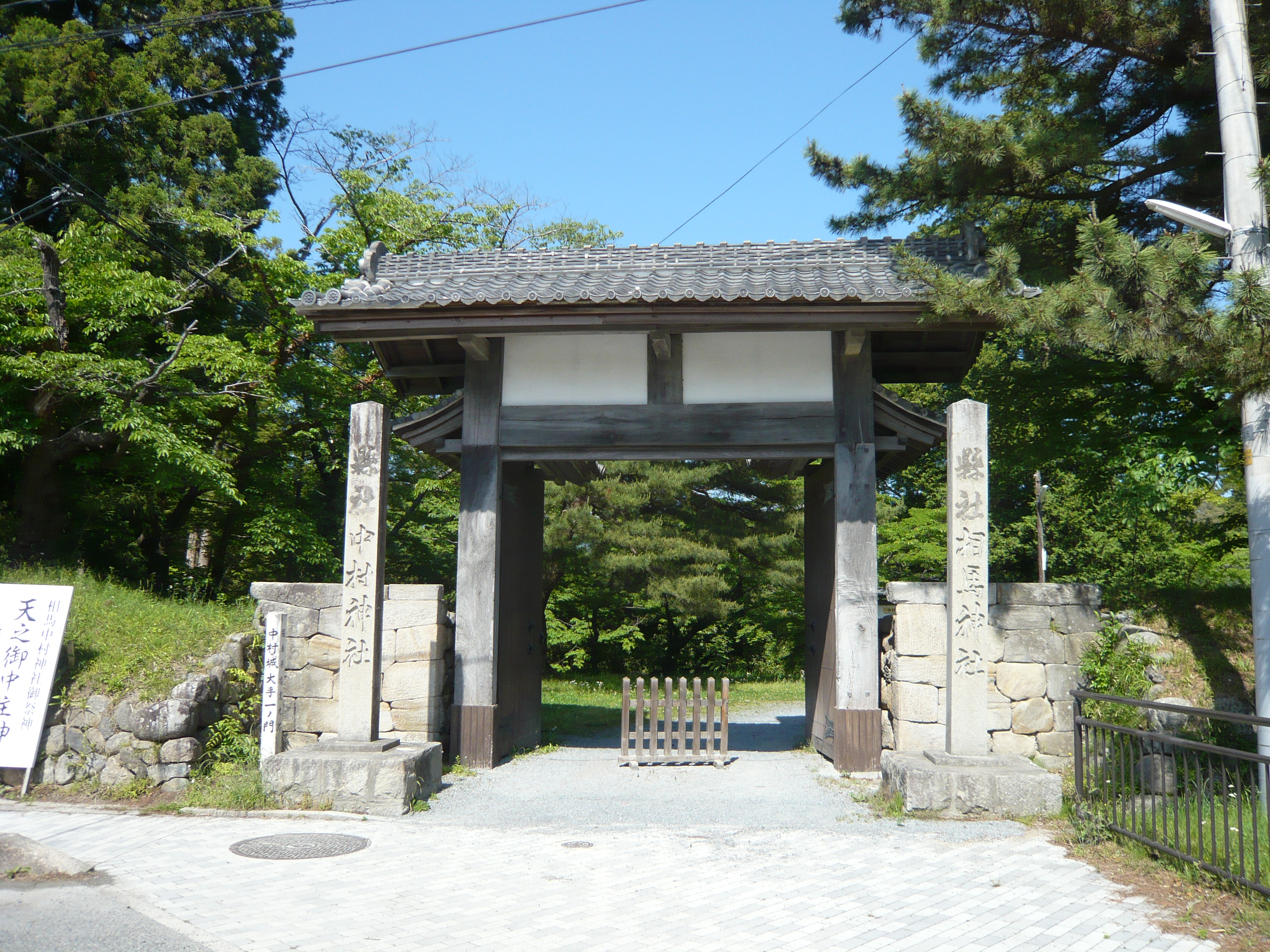
相馬中村城大手門(2013年6月3日）
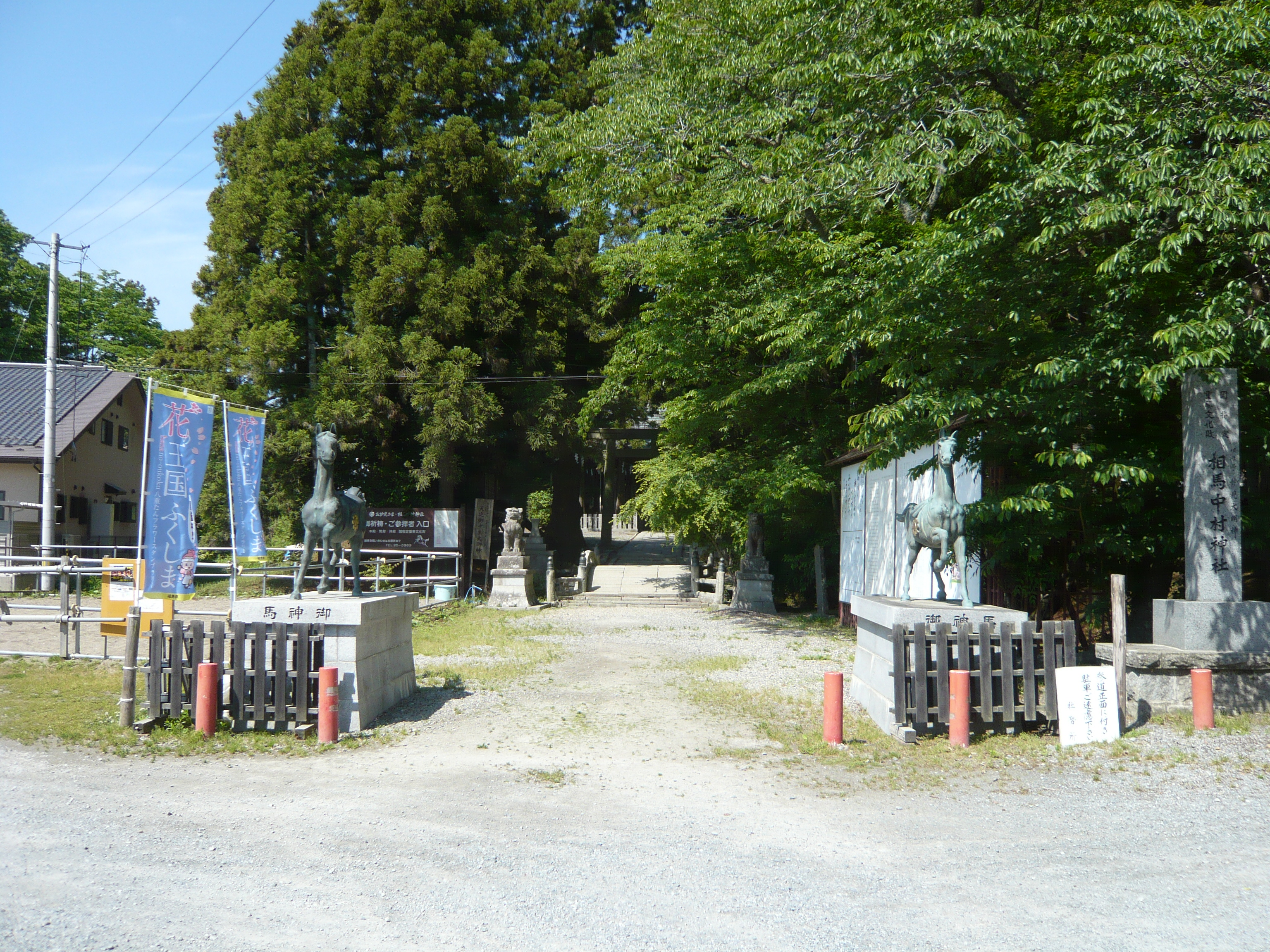
中村神社入口。相馬野馬追にちなむ馬の像がある(2013年6月3日）